# 菊池宣次
菊池 宣次（きくち せんじ、1921年2月9日 - 2001年7月17日）は、群馬県出身の元競輪選手。
日本競輪選手養成所（旧日本競輪学校）が設立される前に選手登録された期前選手で、選手登録番号は268。

## 来歴
1949年に川崎競輪場で行われた、第2回全国争覇競輪・乙規格部門で決勝進出（9着）。
1952年9月から1957年3月まで、日本競輪選手会の初代理事長を歴任した（なお、日本競輪選手会ホームページでは、2代目とされる横田隆雄が初代理事長とされている）。
1976年6月16日、選手登録消除。
2001年7月17日、交通事故のため千葉県鴨川市の病院で死去。80歳没。